# Агаев, Фирудин Гули оглы
Фирудин Гули оглы Агаев (азерб. Firudin Qulu oğlu Ağayev; 19 февраля 1898, Елизаветпольская губерния — 19 февраля 1958, Баку) — машинист паровоза локомотивного депо Баку Закавказской железной дороги. Герой Социалистического Труда (1943).
Был машинистом поезда, который доставил И. Сталина из Баку в Тегеран на Тегеранскую конференцию в ноябре 1943 года.

## Биография
Фирудин Гули оглы Агаев родился 19 февраля 1898 года в крестьянской семье в селе Алдаре Зангезурского уезда Елизаветпольской губернии (позже в Мегринском районе, ныне село Алванк в Сюникской области Армении). После смерти отца переехал в Баку и начал работать на одном из нефтепромыслов сначала чанщиком, а затем учеником слесаря.
В 1918 году поступил на работу в Бакинское депо. Вскоре он стал работать помощником машиниста. В 22 года научился читать и писать. В 1924 году вступил в коммунистическую партию. Окончив курсы машинистов в Тифлисе, получил права управления паровозом и стал работать машинистом. К 1927 году машинист Фирудин Агаев предотвратил более 30 аварий и крушений. В 1929 году Фирудину Агаеву доверили водить по горным дорогам пассажирские поезда. Фирудин Агаев был инициатором движения по уходу за локомотивом силами паровозной бригады. В 1934 году за успехи по содержанию паровоза Фирудин Агаев был награждён знаком «Ударнику Сталинского призыва», а в августе 1942 года — орденом Ленина.
К началу войны начал водить новые мощные быстроходные паровозы с перегревом пара. Работая с напарником машинистом Ведерниковым, в октябре 1943 года разработал специальный график ремонта паровозов, в котором было учтено все до мелочей. Этот график позволял обходиться без помощи комплексных бригад. Во время войны составы, обслуживаемые Агаевым, часто подвергались бомбёжке и обстрелам. Агаев стал инициатором вождения тяжеловесных поездов и экономии топлива. Только за первые шесть месяцев войны Агаев сэкономил более сорока тонн горючего и провёл десятки тяжеловесных поездов с рекордным по тем временам весом в 4000 тонн.
В ноябре 1943 года вёл поезд, который доставил И. Сталина из Баку в Тегеран на Тегеранскую конференцию.
Указом Президиума Верховного Совета СССР от 5 ноября 1943 года «за особые заслуги в обеспечении перевозок для фронта и народного хозяйства и выдающиеся достижения в восстановлении железнодорожного хозяйства в трудных условиях военного времени» Агаеву Фридуну Гули оглы присвоено звание Героя Социалистического Труда с вручением ордена Ленина и медали «Серп и Молот».
Ф. Агаев стал первым в Азербайджанской ССР, кому в годы войны было присвоено высокое звание Героя Социалистического Труда.
После войны продолжал работать на железной дороге. Трижды избирался депутатом Верховного Совета Азербайджанской ССР. Последние годы до выхода на пенсию трудился в локомотивном депо Баку старшим машинистом.
Умер 19 февраля 1958 года после продолжительной болезни. Похоронен в Баку.

## Награды
- Награждён тремя орденами Ленина (1942, 1943, 1951).
- Орден Красной Звезды (1945), медали.
- Знак «Ударнику Сталинского призыва» (1934).

## Память
В Баку его именем была названа улица (в 2011 году переименована на имя Бахтияра Вахабзаде). На доме, где он жил, установлена мемориальная доска. На Азербайджанской железной дороге учреждена премия имени Фирудина Агаева.